# 拓跋提 (樂城侯)
拓跋提（？—456年），北魏宗室、官员，追尊魏烈帝拓跋翳槐玄孙，武卫将军拓跋谓曾孙，钜鹿郡太守拓跋乌真之孙，乐城侯拓跋兴都之子。
拓跋提承袭父亲的侯爵。魏文成帝太安二年（456年）六月，羽林郎于判、元提等人谋逆，被诛杀。拓跋提的弟弟拓跋丕，封东阳公，是魏献文帝、魏孝文帝时期的重臣。